# Rafael Bordalo Pinheiro
Rafael Bordalo Pinheiro (1846-1905) va ser un artiste multidisciplinar lisboeta, considerat un precursor del còmic portugués com a creador del personatge de Zé Povinho, a més de caricaturiste satíric, ceramiste i altres oficis creatius.

## Biografia
Nascut Rafael Augusto Prostes Bordalo Pinheiro, son pare Manuel Maria Bordalo Pinheiro era funcionari i artiste aficionat, com també el germà menut de Rafael, Columbano: després de fer els estudis secundaris, Rafael Bordalo començà a interessar-se per les arts i el teatre i el 1861 es matriculà en l'escola de Belles Arts per a estudiar arquitectura civil i, més tard, de llengua i literatura, però després de dibuixar una caricatura del seu professor de literatura antiga hagué de renunciar a la matrícula.
El 1870 començà a publicar els primers quadrinhos («quadrets», en referència a les vinyetes) i el 1872 edità la primera antologia de dibuixos; com a periodiste satíric, Bordalo fundà diveros periòdics com O António Maria, Pontos no ii i A Paródia, en els quals satiritzava l'actualitat social i política portuguesa.